# The 5.6.7.8's

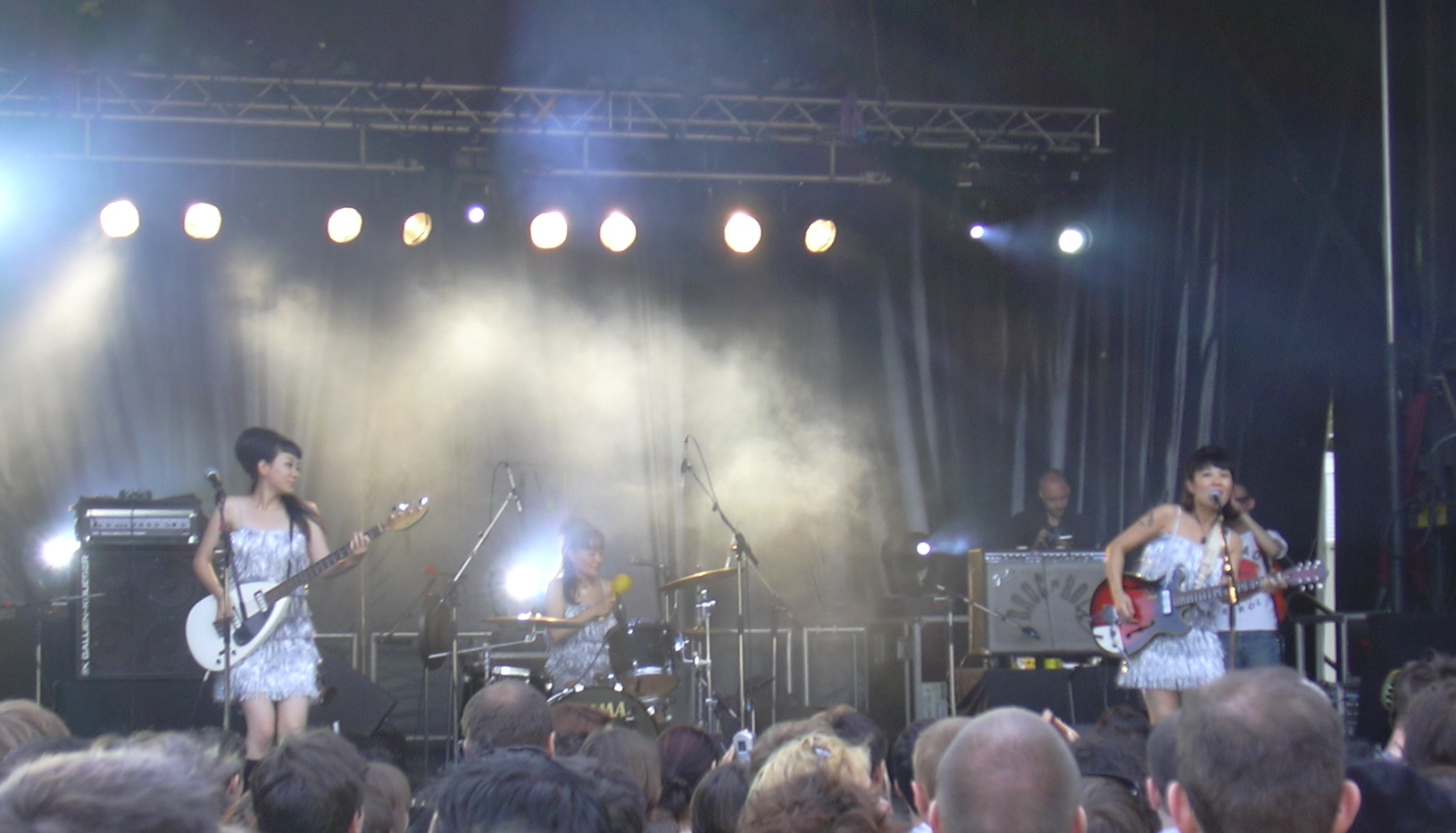
The 5.6.7.8's in een concert in Rijsel, maart 2004

The 5.6.7.8's is een uit drie vrouwen bestaande Japanse rock-'n-roll band. Alle drie komen ze uit Tokio. De groep heet zo, omdat ze rock uit de jaren 50, 60, 70 en 80 toepassen in hun nummers, ze coveren ook veel Amerikaanse rock-'n-roll songs.
The 5.6.7.8's begonnen hun carrière als een quartet in Tokio en deden veel gastoptredens tijdens hun 'Australian Tour'. Het vierde lid was een man, Eddie. Ze werden officieel trio in 1992.
The 5.6.7.8's deden ook een gastoptreden in Quentin Tarantino's Kill Bill, Volume One, in een sushibar, daadwerkelijk opgenomen in China.  Dit leverde The 5.6.7.8's populariteit in het buitenland op met het door de boogiewoogie beïnvloede lied "Woo Hoo" dat in de film wordt uitgevoerd.

## Leden
The 5.6.7.8's vormde zich toen twee zusters uit Tokyo, Sachiko en Yoshiko „Ronnie“ Fujiyama, die beiden een hartstocht voor rock-'n-roll deelden, in 1986 een band oprichtten met vier leden (de twee zussen zelf inbegrepen): Yoshiko zingend met haar gitaar, „Rico“ op de tweede gitaar, „Yoshie“ op basgitaar en Sachiko achter haar drums.
Alhoewel de groep meestal hun nummers zingt in het Engels - zij spelen veel covers van Amerikaanse rock-'n-roll uit de jaren 50 t/m '80 - zijn hun officiële website en het grootste deel van hun fansites en fanclubs in het Japans, aangezien zij het meest bekend zijn in hun eigen land en daar ook vele prestaties hebben geleverd.
Yoshiko, die een Teisco-gitaar bespeelt, was aanvankelijk hoofdvocalist, maar naarmate de band meer rock-'n-roll-nummers uitbracht dan oorspronkelijk door vrouwelijke groepen werd gedaan, heeft elk lid een gelijke verdeling in vocals en zingen ze vaker wel dan niet gelijktijdig.

### Trivia
Het nummer "Woo Hoo" is gebruikt in een reclamespot van Renault bij de introductie van hun nieuwe model de Modus.

## Discografie
De groep heeft zeven albums opgenomen:
- The 5,6,7,8's Can't Help It! (1991)
- The 5,6,7,8's (1994)
- Bomb The Twist (1995)
- Pin Heel Stomp (1997)
- Teenage Mojo Workout (2002)
- Bomb The Rocks: Early Days Singles (2003)
- Best Hits Of The 5,6,7,8's (2003)